# Chotiněves
Obec Chotiněves (německy Kuttendorf) se nachází v okrese Litoměřice v Ústeckém kraji. Zde bylo registrováno 204 obyvatel. Obec je chráněna jako vesnická památková zóna.

## Geografická poloha
Chotiněves se nachází jedenáct kilometrů východně od Litoměřic na severovýchodním úpatí vrchu Hořidla (371 m n. m.), který je to nejvyšším vrcholem Úštěcké pahorkatiny. Chotiněvsí prochází státní silnice 240 mezi Liběšicemi a Roudnicí nad Labem. Sousedními obcemi sídla jsou Liběšice, Polepy, Horní Řepčice a Drahobuz. Dále jsou to Dolní Chobolice (Liběšice) na severu, Lada na východě, Břehoryje (Drahobuz) na jihovýchodě, Jištěrpy (Chotiněves) na jihu, Třebutičky (Polepy) na jihozápadě, a Soběnice a Mladé (Liběšice) na severozápadě.

## Historie
První písemná zmínka o obci Chotiniewes pochází z roku 1323 jako majetek Diviše ze Sovenic. Část obce Jištěrpy je zmiňována již v roce 1057 jako villa Desecripi.
Od 14. století byla Chotiněves panstvím podřízeným liběšického hradu. Mezi vlastníky patřili Albert z Frýdlantu (syn Častolova ze Žitavy), Škopkové z Dubé, Berkové z Dubé, Dubanští z Duban a Jiří Vilém Sezima z Ústí, jejichž majetek byl po bitvě na Bílé hoře zkonfiskován. V roce 1623 získala ze sezimovských zkonfiskovaných statků Liběšické panství, ves Jištěrpy a část úštěckého panství s vesnicemi Tetčiněves a Rochov jezuitská kolej u sv. Klimenta v Praze.
V roce 1680 Chotiněves zasáhla morová nákaza a přežily pouze tři rodiny. Po zrušení jezuitského řádu byl řádový majetek v roce 1773 předán Náboženskému fondu. V roce 1838 získal Liběšické panství a Úštěk roudnický vévoda Ferdinand Josef z Lobkovic. O deset let později, po zrušení patrimoniální správy, se Chotiněves stala samostatnou obcí a místní obyvatelé se tradičně živili pěstováním chmele a ovoce.
V roce 1871 prodali Lobkovicové liběšický zámek a veškeré k němu náležící zboží textilnímu továrníkovi Josefu Schrollovi. 
V první polovině 20. století byla na Hořidlech postavena chata, která se však dodnes nedochovala. V roce 1930 žilo v Chotiněves (Kuttendorfu) 351 lidí, z toho 345 německy hovořících. V letech 1938 až 1945 byla Chotiněves v důsledku uzavření Mnichovské dohody přičleněna k nacistickému Německu. 
Po druhé světové válce bylo na základě Postupimské dohody německé obyvatelstvo z této oblasti, podobně jako z celých Sudet, vysídleno. Poté následovalo vnitrozemské osidlování pohraničí. V roce 1947 bylo do poloprázdné Chotiněvsi repatriováno 17 rodin volyňských Čechů z Českého Boratína. Tyto rodiny si už v roce 1947 prosadily založení zdejší evangelické farnosti. Zprvu se bohoslužby konaly v domácnostech, ale farníci usilovali o výstavbu svého kostela. Po získání povolení došlo dne 10. prosince 1950 k posvěcení základů kostela a 18. listopadu 1951 byl kostel slavnostně otevřen. Na realizaci stavby se podíleli svépomocí všichni farníci. Ti, po nátlaku komunistů, založili a vedli prosperující jednotné zemědělské družstvo Chotiněves. Toto družstvo bylo v roce 1961 sloučeno pod Zemědělské družstvo Liběšice.

## Obyvatelstvo
Při sčítání lidu v roce 1921 zde žilo 365 obyvatel (z toho 169 mužů), z nichž byli čtyři Čechoslováci, 359 Němců a dva cizinci. Kromě dvou evangelíků a jednoho člověka bez vyznání, byli římskými katolíky. Podle sčítání lidu z roku 1930 měla vesnice 351 obyvatel: pět Čechoslováků, 345 Němců a jednoho cizince. Až na dva evangelíky a dva lidi bez vyznání se hlásili k římskokatolické církvi.
|                                                           | 1869 | 1880 | 1890 | 1900 | 1910 | 1921 | 1930 | 1950 | 1961 | 1970 | 1980 | 1991 | 2001 | 2011 |
| --------------------------------------------------------- | ---- | ---- | ---- | ---- | ---- | ---- | ---- | ---- | ---- | ---- | ---- | ---- | ---- | ---- |
| Obyvatelé                                                 | 381  | 347  | 381  | 423  | 399  | 365  | 351  | 239  | 246  | 208  | 172  | 148  | 146  | 156  |
| Domy                                                      | 64   | 64   | 70   | 70   | 72   | 72   | 76   | 84   | 89   | 54   | 51   | 57   | 62   | 64   |
| Data z roku 1961 zahrnují i domy místních části Jištěrpy. |      |      |      |      |      |      |      |      |      |      |      |      |      |      |

Sbor Českobratrské církve evangelické vznikl v roce 1947 a působí zde dodnes.

## Části obce
- Chotiněves
- Jištěrpy

## Pamětihodnosti
- Sloup se sochou svatého Vavřince
- Kovárna
- Kaple sv. Prokopa z roku 1806
- Zvonice z roku 1720

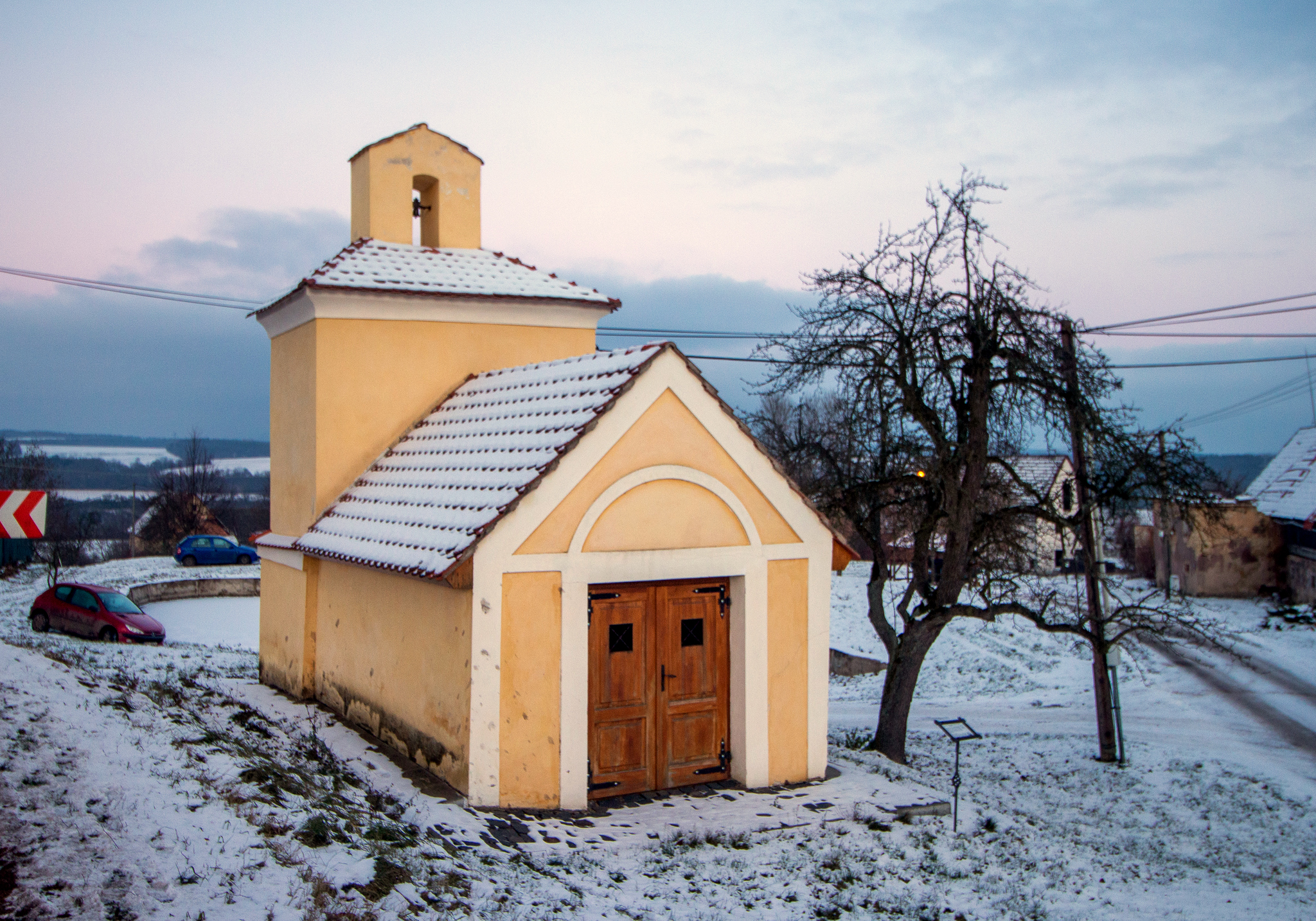
Chotiněves-Jištěrpy, kaple svatého Kiliána

- Evangelický kostel z 20. století, autorem je český architekt Bohumil Bareš. Kostel byl slavnostně otevřen 18. listopadu 1951.[7][11]
- Rozhledna Hořidla otevřená v roce 2008
- Kaple sv. Kiliána v Jištěrpech
- Socha Panny Marie na silnici mezi Chotiněvsí a Jištěrpy

## Osobnosti
- Karl Ungermann (1852–1915), starosta Křešova, poslanec Českého zemského sněmu.[12][13]
- Karel Šerák (1923–2016), válečný veterán, žil zde od roku 1946